# Metacinetidae
Synonymes
- Beckmaniidae
- Urnulidae

Famille
Les Metacinetidae sont une famille de Ciliés de la classe des Phyllopharyngea.

## Étymologie
Le nom de la famille vient du genre type Metacineta,  dérivé du grec μετα / meta, « après », et κινετοσ / kinetos, « mouvement », mais plus exactement par allusion au genre Acineta décrit par Ehrenberg en 1834 (autre cilié de la famille des Acinetidae), littéralement « (décrit) après (le genre) Acineta ».

## Description
Les Metacinetidae ont une taille petite (<80 µm). Leur trophonte est sphéroïde, non attaché à la base de la lorica, qui présente plusieurs fentes radiales dans la moitié distale, la divisant en valves triangulaires. Ils sont parfois pédonculés Leurs tentacules sont capités, simples ou nombreux, disposés en faisceaux ou en rangées, et s'étendant à travers des fentes dans la lorica. Leur reproduction s’effectue par bourgeonnement semi-circumvaginatif avec un protomite latéral. Leur essaim est ovoïde, avec des cinéties en spirale. Leur macronoyau est ellipsoïde. Au moins un micronoyau est présent. Au moins une vacuole contractile est présente.
Yves Delage décrit ainsi le genre type : « Chez Metacineta, la cupule terminale se développe en une logette qui enveloppe entièrement le corps, sauf six fentes verticales, partant de la partie supérieure et régulièrement espacées, par lesquelles sortent les tentacules disposés en six groupes. Mais la cupule est libre ainsi que la cavité du pédoncule : il n'y a pas, comme chez l'Acinète (autre cilié de la famille des Acinetidae), un liquide spécial maintenu par une cloison. »

## Habitat
Les Metacinetidae vivent en milieu marin et d'eau douce, libre et parfois comme ectocommensaux sur les invertébrés aquatiques ou comme parasites sur les ciliés Péritriches et Suctoridés.

## Liste des genres
Selon GBIF (19 août 2024) :
- Metacineta Bütschli, 1889 genre type
  - Genres synonymes : Asellacineta, Kellicotta, Vasacineta
  - Espèce type : Metacineta mystacina (Ehrenberg, 1831) Bütschli, 1889

Selon Lynn (1010) :
- Metacineta Bütschli, 1889  genre type
- Urnula Claparède & Lachmann, 1857

## Systématique
Le nom valide de ce taxon est Metacinetidae Bütschli, 1889.